# لو کوک اسپورتیف
لو کوک اسپورتیف (به فرانسوی: Le coq sportif) (تلفظ فرانسوی: [lə kɔk spɔʁtif]) تولیدکنندهٔ کفش ورزشی، پوشاک ورزشی و تجهیزات ورزشی فرانسوی است که در سال ۱۸۸۲ توسط امیل کاموزه تأسیس شد. مفهوم عنوانِ این شرکت، «خروسِ ورزشی» یا «خروسِ ورزش‌کار» است، اما عملاً در سال ۱۹۴۸ از نشان «خروس» به عنوان برند استفاده کرد. نام و نشان این شرکت از «خروسِ گُلی» (به فرانسوی: Le Coq gaulois)، نشان ملی فرانسه، گرفته شده‌است.